# Meč osudu
Meč osudu (v polském originálu Miecz przeznaczenia) je sbírkou fantasy povídek o Zaklínači od polského spisovatele Andrzeje Sapkowského, která byla v Polsku poprvé vydaná v roce 1992 v nakladatelství SuperNOWA. Český překlad vyšel poprvé v roce 1993 v nakladatelství Winston Smith. V roce 2000 pak tato kniha pod titulem Zaklínač II. – Meč osudu vyšla v nakladatelství Leonardo. V tomto vydání navazuje publikace na Sapkowského titul Poslední přání, a představuje tak druhý díl povídek o Zaklínači.
České vydání z roku 1993 obsahuje povídky Trošku se obětovat, Meč osudu a Něco víc. Druhé české vydání z roku 2000 pak obsahuje šest povídek (Hranice možností, Střípek ledu, Věčný oheň, Trošku se obětovat, Meč osudu a Něco více) a též humorně laděnou povídku označenou jako epilog příběhu, Něco končí, něco začíná.

## Děj

### Hranice možností
Zaklínač Geralt z Rivie se v této povídce přidává k výpravě na draka, kterou zorganizoval mladý vládce Caingornu, Nedamir. Společně se zaklínačem putuje v drakových stopách i básník Marigold a potulný rytíř Borch, zvaný Tři kavky. Krále Nedamira kromě jeho družiny na výpravě provází rovněž žoldáci zvaní Sekáči z Crinfridu, šest trpaslíků vedených Yarpenem Zigrinem, čestný rytíř Eyck z Denesle, čaroděj Dorregaray, který naopak chce draka stejně jako Geralt před ostatními ochránit, a také bývalá Geraltova partnerka, čarodějka Yennefer z Vengerbergu.
Výpravě se nakonec v horách postaví legendární zlatý drak, který v souboji ochromí rytíře Eycka z Denesle a ostatní zabijáky obrátí na ústup. Překvapením je, že kouzelný zlatý drak Villentretenmerth, který ušetří Geralta, Marigolda, Yennefer i Dorregaraye, je rytíř Borch. Tento kouzelný drak na sebe totiž dokázal vzít jakoukoliv podobu a často se proto měnil v člověka, aby chránil ostatní draky před lidskými útoky. Mohl tak nepoznán putovat mezi lidmi, které si navíc kupodivu oblíbil. Díky výpravě se Villentretenmerthovým přítelem stává i Geralt, který se navíc usmířil i s čarodějnicí Yennefer.

### Střípek ledu
Geralt se společně s Yennefer usadil ve městě Aedd Gynvael, což v překladu ze starší řeči znamená Střípek ledu. Zaklínač, který ve městě řeší zakázku pro starostu Herboltha, se ale záhy dozví, že Yennefer za jeho zády udržuje poměr se svým starým přítelem, čarodějem Istreddem. Geralt se s Istreddem setká a jelikož vyjde najevo, že čarodějnice není schopná se mezi nimi rozhodnout, dohodnou se na vzájemném souboji na život a na smrt. Když se však zaklínač k souboji dostaví, oznámí mu Istredd, že se s ním čarodějka v dopise rozloučila. Geralt pak další souboj se zoufalým mágem odmítne a odchází.

### Věčný oheň
V této povídce se Geralt a Marigold setkávají v jednom z největších měst severu, Novigradu. Pokoušejí se zde pomoci Marigoldovu známému, půlčíku Daintymu Biberveldtovi. Obchodníka Daintyho Biberveldta přepadl po cestě do Novigradu tvor označovaný jako doppler. Toto stvoření je schopno měnit své tělesné i psychické proporce dle jakékoliv zvolené bytosti a je pak od svého originálu absolutně neroznatelné. Doppler Tellico Lunngrevink, kterému se říká Dudu, vzal na sebe podobu právě půlčíka Daintyho, za kterého pak bez jeho vědomí ve městě svérázně hospodařil a obchodoval. Geraltovi se nakonec podaří hobita s dopplerem usmířit a z obou se dokonce stanou dobří přátelé, neboť Tellicovi obchody nakonec vedou k značnému zisku. Hobit pak dovolí, aby si doppler ponechal jeho podobu a přijme jej za svého bratrance, od té doby známého jako Dudu Biberveldt.

### Trochu se obětovat
Geralt s Marigoldem hledají obživu v přímořském městě Bremervoord. Zaklínač se zde pokouší zprostředkovat komplikované rozhovory mezi knížetem Aglovalem a mořskou vílou Sh'eenaz, do které se mladý kníže bezhlavě zamiloval. Řeší též zmizení místních lovců perel. V Bremervoordu se oba přátelé setkávají s Marigoldovou dobrou přítelkyní, trubadúrkou Essi Daven. Essi, které se říká Očko, se zamiluje do Geralta, avšak ten její city neopětuje. Při střetu s tajemnými mořskými rybolidmi zachrání zaklínače víla Sh'eenaz. Na konci příběhu se navíc víla pro svou lásku ke knížeti Aglovalovi vzdá života v moři a nechá si přičarovat nohy. V závěru povídky se Geralt s Marigoldem rozloučí s Essi a opuštějí Bremervoord. Essi se s Geraltem již nesetkala, protože o čtyři roky později zemřela během epidemie neštovic ve Wyzimě.

### Meč osudu
Geralt přijíždí do lesa Brokilonu, jednoho z posledních míst, kde expanzi lidí do divočiny brání bojovné dryády. Zaklínač sem přijíždí za Eithné, vládkyní dryád s poselstvím od krále Venzlava. V lese Geralt náhodou narazí na ztracenou desetiletou dívenku. Ukáže se, že je to vnučka královny Calanthé z Cintry, desetiletá princezna Ciri, jejíž družina se v tomto lese ztratila. Geralt je s Ciri svázán sudbou, avšak oba jsou zajati dryádami a předvedeni před jejich paní Eithné. Vládkyně odmítne vyjednávání s Venzlavem a zdá se, že Ciri bude muset v Brokilonu zůstat navždy. Z vůle osudu však Eithné nechá děvče i zaklínače z lesa odejít a Geralt následně Ciri proti její vůli pošle zpět k její babičce Calanthé do Cintry.

### Něco více
Zaklínač Geralt z Rivie zachrání sedláka Yurgu před útokem netvorů, avšak v souboji s přesilou je sám těžce raněn. Zraněného zaklínače veze sedlák na svůj statek. Po cestě se blouznící Geralt dozví o nedávném zničení Cintry nilfgaardským vojskem a krátce se též setkává se svou matkou, čarodějkou Visennou. Povídka končí Geraltovým druhým setkáním s Ciri, která díky osudu vyvázla z Cintry a po jejím útěku se jí náhodou ujala právě Yurgova rodina.

### Něco končí, něco začíná
Humorná povídka pojednává o svatbě Geralta a Yennefer, která se koná za přítomnosti jejich přátel a známých na hradě Rozrogu.